# Ligne de Flåm
La Flåmsbana est une ligne de chemin de fer de 20,2 km reliant Flåm à Myrdal en Norvège. C'est un embranchement de la Bergensbanen reliant Bergen à Oslo. Du fait de son inclinaison importante et des paysages traversés, la ligne est une attraction touristique majeure.

## Histoire
La ligne fut construite pour permettre la communication entre le Sognefjord et la ligne principale. La décision de construire la ligne fut prise au parlement norvégien en 1908 et le tracé fut décidé en 1916. Ce tracé était difficile. La construction commença en 1923, mais la ligne ne fut achevée qu'en 1947, bien que des trains commencèrent à circuler quelques années plus tôt. 18 des 20 tunnels furent creusés manuellement.
La ligne fut ouverte en 1940, mais le transport des passagers ne commença pas avant 1941. La ligne fut électrifiée en 1944. Puisque la ligne fut terminée durant la Seconde Guerre mondiale, la ligne ne fut pas ouverte « officiellement » et l'inauguration officielle eut lieu en 1980. L'opération de la ligne fut privatisée en 1998 (en réalité transférée à une entreprise appartenant à la municipalité), bien que la ligne elle-même appartient toujours à l'organisme d'État Jernbaneverket.

## Description de la ligne
La ligne à voie unique mesure 20,2 km de long. Le terminus Myrdal se situe à 865 m d'altitude, alors que Flåm se situe au bord de l'Aurlandsfjord, c'est-à-dire au niveau de la mer. De façon à gagner de l'altitude, la ligne est assez sinueuse, et emprunte 20 tunnels. Malgré cela, l'inclinaison maximale est de 1:18, ce qui fait de cette ligne la troisième ligne de train à adhérence roue-rail la plus pentue au monde. La ligne fait un virage en épingle à cheveux au niveau du tunnel de Vatnahalsen, puis en plein air à Reinunga de manière à gagner de l'altitude,.
Il y a un évitement au niveau de la gare Berekvam, pour permettre aux trains de se croiser.
Comme la plupart des autres lignes opérationnelles en Norvège, Flåmsbana est à écartement normal (1 435 mm) et électrifiée.

## Gares
- Flåm (2 m d'altitude)
- Lunden (16 m d'altitude)
- Håreina (48 m d'altitude)
- Dalsbotn (200 m d'altitude)
- Berekvam (345 m d'altitude) : Évitement
- Blomheller (450 m d'altitude)
- Kårdal (556 m d'altitude)

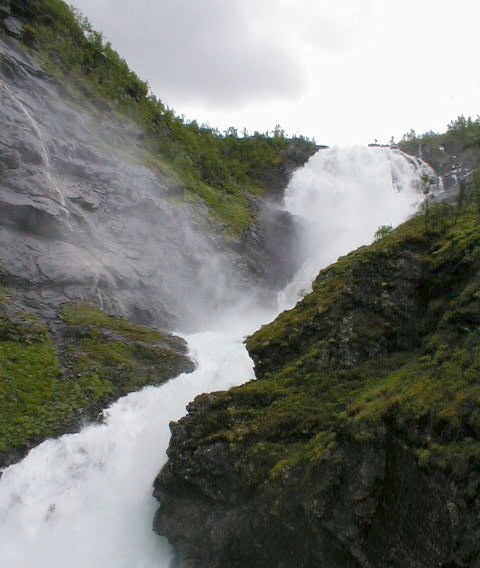
Les trains s'arrêtent au niveau de la cascade Kjosfoss pendant la saison estivale.

- Kjosfoss (669 m d'altitude) : Le train s'arrête durant l'été pour laisser les passagers descendre du train et admirer la chute d'eau Kjosfossen. Il n'y a aucun moyen d'accès à la plateforme pour admirer la cascade autre que le train.
- Reinunga (768 m d'altitude)
- Vatnahalsen (811 m d'altitude)
- Myrdal (866 m d'altitude)

## Exploitation

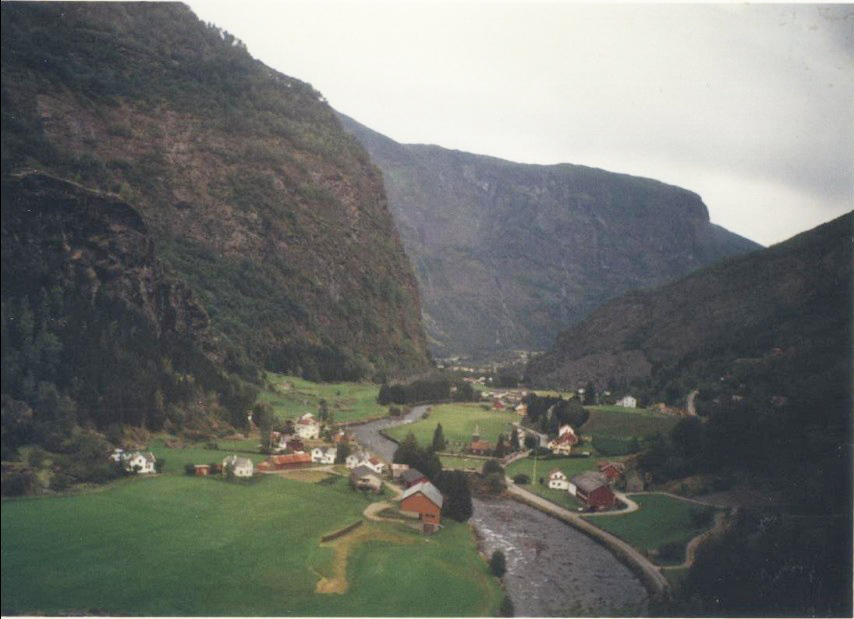
Vue depuis le train, au niveau de Dalsbotn

Les trains de la ligne sont opérés par la NSB, mais la gestion, la vente des tickets et le marketing sont effectués par Flåm Utvikling, qui est détenue par l'industrie touristique locale et les autorités locales. Le matériel roulant consiste en des locomotives EL 18 depuis 2016 (et d'EL 17 précédemment) en rame encadrées, qui entrainent les voitures B3, datant des années 1960, dont l'intérieur a été reconstruit pour accueillir plus de passagers.
La ligne, utilisée quasi-uniquement pour le transport de passager, est en service toute l'année, mais avec une fréquence accrue en saison estivale. Il y a typiquement deux trains en opération en été, permettant un départ toutes les heures. Le nombre de passagers est supérieur à 500 000 par an et le nombre en 2007 était de 582 000 passagers, constituant un record pour la ligne. La ligne était en 2008 la troisième attraction touristique la plus visitée de Norvège.
Il y a toujours des connexions avec des bateaux de passagers sur le Sognefjord, principalement pour les touristes. En effet, depuis l'ouverture du tunnel de Gudvangen (11 km) en 1992 et du tunnel de Lærdal (24 km, soit le plus long tunnel routier au monde) en 2000, il n'y a plus besoin de ferry, excepté pour les touristes.